# François Daine
François Daine, baptisé le 10 juin 1695 à Charleville (Saint-Rémi), auj. Charleville-Mézières (Ardennes), inhumé le 14 novembre 1770 à Onzain (Saint-Gervais-et-Saint-Protais) (Loir-et-Cher, 41167), est un fonctionnaire du roi Louis XV établi en Nouvelle-France.

## Biographie
François Daine arrive en Nouvelle-France en 1715, comme écrivain du Roi de France. Cette année-là, il exerce la fonction de commis au greffe de la juridiction royale de Trois-Rivières. Après un voyage en France pour solliciter un emploi au service du roi, il est nommé greffier en chef du Conseil supérieur de Québec en 1722. Il occupe par la suite les postes de conseiller secrétaire du Conseil supérieur puis, à partir de 1724, de contrôleur de la Compagnie des Indes en Nouvelle-France. Il est également greffier en chef en 1736 et lieutenant général civil et criminel de la Prévôté de Québec en 1744. Entre-temps, il œuvre officieusement comme subdélégué de l'intendant dans le gouvernement de Montréal depuis 1739, puis dans le gouvernement de Québec à compter de 1745. Trois ans plus tard, il reçoit la commission officielle de subdélégué et, en 1752, il devient directeur du Domaine du roi. Il est nommé conseiller honoraire du Conseil supérieur en 1759.

### Sa famille
François Daine appartenait à une famille d'administrateurs. Son père Jacques Daine était inspecteur à la fabrique royale des tabacs à Charleville, puis contrôleur général des approvisionnements en Champagne. Son grand-père paternel, Nicolas Daine, était inspecteur de la marine et du commerce à Dunkerque (Nord, 59183). Son oncle paternel, Marius-Basile Daine, était commissaire financier de l'armée de Flandre et était chargé des négociations qui conduisirent au traité d'Utrecht en 1713.
Trois frères sont baptisés à Charleville (Saint-Rémi): Jean-Baptiste (1), 19 novembre 1690; Jacques-Antoine (père: marchand), 7 août 1702, décédé et inhumé le 28 décembre 1702 à Charleville (Saint-Rémi); Jean-Baptiste (2), 4 novembre 1703. Son frère Jacques Daine, devenu officier du parlement et maître des Requêtes, s'intéressait aux affaires canadiennes. Sa mère Antoinette Peltier/Pelletier (son père était secrétaire des commandants et président du duc de Mantoue, souverain de Charleville).
François Daine s'est marié trois fois avec des Canadiennes. Le 5 octobre 1721 à Québec (Notre-Dame), il épouse Angélique Pagé, décédée en août 1723 en donnant naissance à leur premier enfant. L'année suivante, le 20 août à Montréal, il épousa Louise-Jeanne, la fille de François-Marie Bouat *; leur mariage a duré 16 ans. Le 8 mars 1742, à Boucherville, il se remarie, sa troisième épouse étant Louise, fille de François-Antoine Pécaudy de Contrecœur, qui lui donna quatre enfants, dont seulement deux filles atteignirent l'âge adulte.

### Arrivée en Nouvelle-France
En 1715, il est greffier (écrivain du roi) au greffe de la juridiction royale de Trois-Rivières. En 1719, il était à Québec, comme témoin au mariage de Jean-Eustache Lanoullier de Boisclerc. Daine lui-même s'y maria le 5 octobre 1721 et se rendit peu après en France, probablement pour demander un nouveau poste au service du roi. Le 10 février 1722, après une sollicitation énergique et grâce à ses mécènes, il est nommé greffier en chef du Conseil supérieur de Québec. Le 20 mai, il obtint le passage pour le Canada et le 12 octobre, il y enregistra ses lettres de nomination.
Daine a d'abord vécu dans la maison de son ami Lanoullier, et en peu de temps il a pu se faire d’autres amis et être admis dans l’élite canadienne. Il n'y eut que deux témoins à son premier mariage en 1721, mais 37 au second deux ans plus tard, parmi lesquels le gouverneur Philippe de Rigaud * de Vaudreuil, Charles Le Moyne * de Longueuil, l'intendant Bégon et François-Étienne Cugnet. De plus, Daine a rapidement pu améliorer financièrement ses conditions de vie. En 1726, il achète une maison de la rue Saint-Pierre pour 7 000 livres. En 1744, il occupait une maison voisine de celle de l’intendant Hocquart *, rue Saint-Nicolas, et en 1763, il habitait rue Saint-Louis.
Daine se consacra entièrement à ses tâches administratives, acquérant plusieurs bureaux en même temps pour augmenter ses revenus. Son milieu familial et son éducation - sa bibliothèque en est la preuve - l'avaient préparé à une telle carrière, mais il fit un apprentissage difficile en gravissant les échelons un à un. D'écrivain du roi au début de sa carrière, il devient en 1722 commis en chef du Conseil supérieur. Il a même ajouté à ce titre celui de conseiller et de secrétaire. Plusieurs officiels canadiens, en quête de prestige, ont pris ce titre honorifique qui était réservé à quelques hauts dignitaires et dont la possession pendant plus de 20 ans permettait à une personne d'être anoblie. En 1724, Daine obtint également le poste de contrôleur de la Compagnie des Indes en Nouvelle-France et, en 1728, il tenta, sans succès, d'obtenir celui de procureur général du Conseil supérieur. En 1736, Daine, en tant que greffier en chef, accorde à Christophe-Hilarion Du Laurent une commission de greffier du greffe. En plus d'assister le greffier en chef, Du Laurent devait le remplacer lors des absences rendues nécessaires par ses autres fonctions. Daine n'accède à une charge supérieure qu'en 1744. Le 25 mars, le roi signe ses lettres de nomination à la charge de lieutenant général pour les affaires civiles et criminelles de la prévôté de Québec, pour succéder à Pierre André de Leigne. Daine pris ses fonctions le 12 octobre, sans renoncer à ses fonctions de contrôleur de la Compagnie des Indes. Daine avait officieusement servi comme subdélégué de l'intendant dans le gouvernement de Montréal à partir de 1739 et dans le gouvernement de Québec à partir de 1745, et il reçut le 10 janvier 1748 une commission officielle comme subdélégué, confirmée par Bigot * le 1er septembre de cette année. Lorsqu'il fut nommé directeur du Domaine du Roi en 1752, il abandonna uniquement sa fonction de contrôleur. En 1759, il reçut, avec Guillaume Estèbe *, le rare honneur d'être nommé conseiller honoraire du Conseil supérieur, avec droit d'attribuer, de parler et de voter, et avec tous les honneurs de rang, mais sans indemnité.

### La guerre de la Conquête
Durant la Guerre de la Conquête, Daine dirige une délégation de citoyens à l'origine de l'expédition contre une batterie britannique à Pointe-Lévy (Lévis) en juillet 1759. Il se fait le porte-parole des habitants de Québec qui demandent la capitulation de la ville à la suite de la bataille des Plaines d'Abraham. Il vend ses biens au Canada en 1763, dont la seigneurie de Grande-Île et le fief de Saint-Joseph (Lespinay). Il rentre en France l'année suivante.

#### Prise du pouvoir à Québec
Pendant les derniers jours de la domination française au Québec, Daine était très actif. Il dirige avec Jean Taché une délégation de citoyens qui est l’instigation d’une expédition le 12 juillet 1759 contre une batterie anglaise installée à Pointe-Lévy (Lauzon). Le 19 juillet, en tant que lieutenant de la prévôté, il reçut de l'intendant Bigot une commission spéciale lui permettant d'exécuter des voleurs après un procès sommaire. Peu après le 13 septembre, jour de la défaite française, Daine devient le porte-parole des habitants, qui demande aux autorités de rendre la ville pour éviter les horreurs d'un assaut; à cette occasion, il s'est fait appeler «maire» de la ville. Immédiatement après la défaite, à la demande de ses compatriotes, il est resté dans la ville pour juger d'après le droit français «les disputes qui pourraient surgir entre eux. »
Il a écrit:« Je me suis assuré de l’assentiment des généraux anglais, jusqu’à l’année prochaine où j’irai en France. »

### Retour en France
Daine quitta le Canada le 20 septembre 1764. Rien ne prouve cependant qu'il ait réellement exercé une fonction judiciaire depuis la capitulation de Québec jusqu'à son départ pour la France.
Daine ne liquida ses biens dans la colonie qu'en 1763, après la signature du traité de Paris. Il vend sa seigneurie de Grand-Île le 22 septembre et le 23 juillet 1764, il vend le fief Saint-Joseph (Lespinay), qui provient du patrimoine de Pécaudy de Contrecœur. Après son retour en France à l'automne 1764, Daine semble s'être retiré à Blois, où il mourut en 1765. Le 19 mars de la même année, il avait obtenu du roi en reconnaissance de sa charge de lieutenant général une pension de 2 000 livres, dont 1 000 pourraient revenir à sa femme. La pension, le double du montant demandé par Daine, était payable à partir du 1er janvier 1761.
Malgré sa surveillance du commerce et ses liens familiaux avec un membre célèbre de Bigot, Michel-Jean-Hugues Péan *, son neveu, Daine ne se mêlait à aucune activité commerciale, à moins que la propriété des intérêts dans les seigneuries puisse être ainsi décrite. En outre, l'une de ses seigneuries, Bois-Francs, concédée en 1733, avait été réunie au domaine royal en 1741. Toutes ses charges lui rapportaient cependant des revenus annuels intéressants. Une estimation de son revenu annuel à 800 livres est loin d'être la cible. En tenant ensemble tous les bureaux — greffier en chef et contrôleur, lieutenant général et directeur du domaine, et subdélégué de l'intendant — Daine put gagner à partir de 1724 plus de 2 500 livres par an; à partir de 1752, son revenu annuel dépassa 4 000 livres. Le salaire annuel du greffier était de 800 livres, pour le contrôleur 800, le lieutenant général de la prévôté 500, le directeur du domaine 3 000 et le subdélégué de l'intendant 300. En plus les honoraires perçus pour les copies d'actes et pour les enquêtes judiciaires, ainsi que les charges et frais du Conseil supérieur et de la prévôté, constituaient un revenu annuel de 1 500 à 3 000 livres. Ainsi, les 60 000 livres d'actifs qu'il a laissés à sa mort étaient le produit de ses 45 années dans l'administration et, selon Daine, de la dot de ses trois mariages.
Le travail de Daine a été apprécié et les témoignages du gouverneur Charles de Beauharnois et du gouverneur Pierre de Rigaud * de Vaudreuil, ainsi que des intendants, Bégon, Hocquart et Bigot, le confirment. C'était un fonctionnaire honnête dont l'intégrité a été reconnue lors de l'affaire du Canada.